# Homaloxestis myeloxesta
Homaloxestis myeloxesta – gatunek motyli z rodziny Lecithoceridae i podrodziny Lecithocerinae.
Gatunek ten został opisany w 1932 roku przez Edwarda Meyricka, który jako miejsce typowe wskazał Sinten.
Motyl o rozpiętości przednich skrzydeł od 15 do 16 mm. Charakteryzuje go spiczasty wierzchołek przednich skrzydeł i ich krawędź kostalna jaśniejsza od tła pozostałej części. W narządach rozrodczych samców brak wklęśnięć na brzusznej krawędzi walwy.
Owad znany z Japonii i Tajwanu.